# عبد الله العيسى
اللواء عبد الله بن عبد العزيز العيسى 1343–1395ھ (1924–1975م) ضابط وملحق عسكري سعودي؛ كان من أوائل الملتحقين بالمدرسة العسكرية في الطائف. تم تكليفه ليعمل رئيسا لمكتب الإتصال العسكري بمصر عام 1372ھ (1952)، كما ترأس قيادة قوة أمن الجامعة العربية التي أنشئت إثر الأزمة العراقية الكويتية (1961).